# Sójka wspaniała
Sójka wspaniała (Garrulus lidthi) – gatunek średniej wielkości ptaka z rodziny krukowatych (Corvidae). Występuje endemicznie na wyspach Riukiu. Narażony na wyginięcie.

## Systematyka

### Etymologia nazwy naukowej
Człon Garrulus wywodzi się z łaciny i jest tłumaczony jako „paplający” lub „trajkoczący”, natomiast epitet gatunkowy lidthi podchodzi od nazwiska holenderskiego lekarza weterynarii, anatoma i zoologa Theodoora Gerarda van Lidth de Jeude.

## Charakterystyka

### Wymiary
Całkowita długość ciała sójki wspaniałej wynosi ok. 38 cm. Skrzydło osiąga 17,9–18,3 cm, a ogon dorasta do 17,5–18,7 cm. Skok mierzy ok. 4,1–4,3 cm, natomiast dziób 3,9–4,2 cm. Masa ciała przeciętnej samicy to 164,7–210,4 g, a samca 170,5–194,7 g.

### Wygląd zewnętrzny
Dymorfizm płciowy nieznaczny. Mocny dziób z krótkimi i gęstymi, czarnymi piórami u podstawy. Lekko wydłużone pióra na czubku głowy. Ogon stosunkowo długi, ciemnoniebieski, z czarnym spodem, jasną końcówką i podzielony na kilka poziomów, często z zaokrągloną końcówką. Upierzenie pokrywające kantarek, czoło, podbródek i gardło o czarnej barwie. Na gardle widoczne dodatkowo jasne wybarwienia. Reszta głowy i szyi, pierś oraz kark fioletowoniebieskie. Kolor piór przechodzi z ciemnej barwy na piersi w czerwonawą na brzuchu i bokach. Górne partie ciała kasztanowe z fioletowymi przebłyskami. Skrzydła w dużej części pokryte granatowymi piórami, pokrywy skrzydłowe mają również czarne prążki, natomiast lotki drugorzędowe posiadają białe końcówki. Dziób o jasnym, żółtawym kolorze z zielonkawym lub szaroniebieskim fragmentem u podstawy i białą końcówką. Nogi ciemnoszare. Tęczówki ciemnoniebieskie lub brązowe. Młode osobniki różnią się od dorosłych mniej intensywnym kolorem upierzenia oraz brakiem białych brzegów na ogonie i lotkach.

## Występowanie

### Środowisko
Sójka wspaniała zamieszkuje przede wszystkim obszary leśne i ich skraje, również miejsca blisko wiejskich siedzib ludzkich w pobliżu terenów uprawnych. Występuje zarówno blisko wybrzeży, jak i w głębi lądu.

### Zasięg występowania
Występuje w północnej części wysp Riukiu, przede wszystkim na wyspach Amami Ōshima i Kakeromajima oraz Ukejima i Edatekujima.

## Tryb życia i zachowanie
Gatunek osiadły, znane jedynie ruchy pomiędzy terytoriami położonymi na różnych wysokościach. Nie gniazduje w koloniach. Zazwyczaj spotykana w parach lub niewielkich grupach, ale poza sezonem lęgowym, jesienią, stada mogą liczyć do 100 osobników, które wspólnie przelatują przez właściwe sobie obszary występowania. Na ziemi porusza się chodząc, biegając lub podskakując. Zaobserwowano, że może używać dzioba jako wsparcia przy wspinaniu się.

### Głos
Sójka wspaniała wydaje dźwięki, przebywając na czubkach drzew. Jej nawoływanie może trwać do trzech minut i staje się coraz szybsze, a w końcu raptownie ucicha. Śpiew opisywany jako szorstkie, skrzypliwe kraah, głębokie gyaa, pyuui oraz skerr skerr.

## Pożywienie
Gatunek wszystkożerny. Żywi się przede wszystkim bezkręgowcami, a w okresie godowym spożywa również jaszczurki (np. Takydromus smaragdinus) i małe węże (m.in. grzechotnik Protobothrops flavoviridis). Zaobserwowano również, że może jeść kasztany i żołędzie, które czasem ukrywa, a także inne ptaki, ziarna, owoce, jagody i niewielkich rozmiarów bataty. Pożywienia poszukuje w podszycie lub ściółce leśnej, zazwyczaj na osłoniętych obszarach. W przypadku wyczerpania źródeł pokarmu na swoim terytorium szuka pożywienia na polach uprawnych.

## Rozród

### Okres godowy
Habitat: gniazda budowane w okresie od końca stycznia do początku marca na gałęziach i w zaroślach, w dziuplach drzew, wśród paproci, w zagłębieniach na klifach i zboczach, pod okapami dachów i w zabudowaniach oraz na gzymsach, zazwyczaj na wysokości 1–5 metrów nad ziemią. Terytorium gniazdowania ma wielkość 150–350 m².
Gniazdo: średnica ok. 30–50 cm, głębokie, budowane z cienkich gałązek i winorośli oraz wykładane suchą trawą, wyglądem przypomina gniazdo sójki zwyczajnej.

### Okres lęgowy
Jaja: samica w lutym i marcu składa od dwóch do pięciu (najczęściej 4) jasnoniebieskich jaj o średnich wymiarach 32 na 24 mm.
Wysiadywanie: trwa 17–20 dni; samica zaczyna wysiadywanie od pierwszego jaja, w związku z czym pisklęta wykluwają się w różnych odstępach czasowych.
Pisklęta: pełne upierzenie uzyskują po ok. 25 dniach, czasem wcześniej. Po wykluciu rodzice usuwają skorupki jaj z gniazda.

## Status i zagrożenie
W roku 1988 opisana przez Czerwoną Księgę Gatunków Zagrożonych IUCN jako bliska zagrożenia (NT), a od 1994 widnieje w klasyfikacji jako narażona (VU). Liczebność szacuje się na ok. 5800 osobników, z czego ok. 3900 dojrzałych. Trend rozwoju populacji przedstawiany jako spadkowy. Do najbardziej znaczących znanych zagrożeń dla sójki wspaniałej należą ataki ze strony drapieżników.